# Massacre
Massacre var et amerikansk dødsmetalband. De blev dannet i 1983 af Allen West og Bill Andrews. Kort tid efter sluttede Kam Lee sig til dem (bedst kendt for sine vokalbidrag til de tidlige Death demoer) og derefter Rick Rozz.

## Medlemmer

### Medlemmer inden opbrud
- Kam Lee – Vokal
- Steve Swanson – Guitar
- Terry Butler – Bas
- Sam Williams – Guitar
- Curtis Beeson – Trommer

### Tidligere medlemmer
- Michael Borders- Bas
- Bill Andrews – Trommer
- Pete Sison – Bas
- Syrus Peters – Trommer
- Allen West – Guitar
- Joe Cangelosi – Trommer
- Rick Rozz – Guitar
- Rob Goodwin – live guitar
- Butch Gonzales – bass
- Walt Thrashler – Midlertidig guitarist

## Diskografi
- 1986: Aggressive Tyrant (Demo)
- 1987: Chambers of Ages (Demo)
- 1990: Second Coming (Demo)
- 1991: "Provoked Accurser" (Single)
- 1991: From Beyond
- 1992: Inhuman Condition (EP)
- 1994: Infestation of Death (Opsamlingsalbum)
- 1996: Promise
- 2006: Tyrants of Death (Livedemo fra 1986)

## Fodnoter
| Musik | Spire Denne musikartikel er en spire som bør udbygges. Du er velkommen til at hjælpe Wikipedia ved at udvide den. |